# Frostpunk 2
Frostpunk 2 — містобудівна відеогра з елементами симулятора виживання, розроблена студією «11 bit studios» і видана 20 вересня 2024 року. Продовження гри «Frostpunk», де потрібно розвивати місто в умовах постійного холоду.

## Ігровий процес
У Frostpunk 2, як і в попередній грі, потрібно керувати містом в умовах постійного холоду, щоб забезпечити виживання його мешканців. Гравець виступає в ролі Управителя міста. На відміну від оригінальної Frostpunk, у цій грі можна будувати одразу райони, а не окремі споруди. Кожен район виконує певну функцію, наприклад, забезпечує їжею, енергією або житлом. У кожному районі крім того можна розмістити додаткові споруди, щоб розблокувати спеціальні функції. Взаємне розташування районів дає їм переваги та штрафи. Так, житловий район вигідно збудувати біля генераторів, але невигідно біля індустріальної зони. Коли збудовано Дослідницький інститут, гравець отримує доступ до «Дерева ідей», де вивчаються різноманітні вдосконалення міста.
Жителям міста потрібні житло, їжа, матеріали, товари та тепло. Нестача цих ресурсів має прямі й непрямі наслідки. Так, нестача їжі чи товарів призведе не тільки до смертей, а й до зростання злочинності. Життя визначається трьома доктринами: технології (прогрес/адаптація), економіка (егалітаризм/рівність) та філософія (розум/традиція).
Новою спорудою є Зал Ради, куди делегати від фракцій Фуражирів та Інженерів приносять ідеї та голосують за ухвалення законів. Протиборчі фракції можуть вирішувати суперечності між собою шляхом дебатів або покластися на випадковий результат при однаковій кількості голосів. Управитель пропонує як вирішити конфлікти і бере на себе зобов'язання, щоб схилити на свій бік ту чи іншу фракцію. Ухвалення рішення не обов'язково вирішує проблему, наприклад, якщо різниця в голосах від фракцій невелика. З часом від Фуражирів та Інженерів відділяються радикальні підфракції: Кригокровні та Технократи.
Окрім основної сюжетної кампанії, у грі також є режим «пісочниці» під назвою «Будівельник утопії». Він дозволяє гравцям обирати стартові умови.

## Сюжет
Дія Frostpunk 2 відбувається через 30 років після оригінальної Frostpunk і зосереджена на місті Нью-Лондон, що перейшло з використання вугілля на нафту. В 1886 році Нью-Лондон пережив «Велику бурю» та розвивався під керівництвом «Капітана». В 1916 році Капітан помирає, місто потерпає від перенаселення, а вугільний тепловий генератор виходить з ладу.
У пролозі група мандрівників оселяється в залишках потяга «Дредноут» і використовує його топку, щоб заснувати табір і пережити снігову бурю. Потім вони досягають Нью-Лондона, що призначили своїм новим керівником Стюарда.
Перше завдання Стюарда — знайти альтернативне джерело палива, оскільки запаси вугілля вичерпані. Команди розвідників досягають «Дредноута» і його запаси палива. Нью-Лондон пристосовує тепловий генератор для використання нафти. Населення починає ділитися на фракції, змагаючись за владу в новоствореній Раді. Стюард забезпечує Нью-Лондон достатньою кількістю ресурсів, щоб пережити наступну снігову бурю.
Після того, як Нью-Лондон пережив бурю, використовуючи нове паливо, Стюард повинен знайти більше «парових ядер» (механічних комп'ютерів) у зруйнованому та покинутому місті Вінтергоум. Тут можливі два рішення: розібрати Вінтергоум на ресурси, чи переселити в нього надлишок населення з Нью-Лондона.
Останнє завдання полягає в вирішенні внутрішнього конфлікту між фракціями Нью-Лондона. Стюард або досягає примирення між ними, або користується врученими йому повноваженнями, щоб виселити одну з фракцій з міста чи придушити її діяльність.

## Розробка
Як і перша гра — «Frostpunk», друга частина була розроблена студією «11 bit studios S.A.». Над розробкою та виробництвом гри працювала команда з близько 70 осіб. У той час як оригінальна гра була про те, як вистояти та пережити апокаліпсис, сиквел більше зосередився на збереженні процвітання міста, будівництві кращого майбутнього та адаптації до нових викликів та обставин. За словами режисера гри Якуба Стокальські, хоча екстремальні температури та інші природні загрози все ще можуть призвести до руйнування міста, «соціальне виживання є ще важливішим», а змішання населення і нездатність задовольнити вимоги різних фракцій може призвести до «напруженості та конфліктів». Стокальскі додав, що «Frostpunk 2 насправді про спостереження, що ми можемо об'єднатися лише для того, щоб подолати перешкоди, які стоять перед нами, і що, зрештою, найбільшим ворогом завжди є людська природа». Команда черпала натхнення в історіях міст, які відновлювалися після періоду труднощів.
«11 Bit Studios» анонсувала «Frostpunk 2» у серпні 2021 року. Ранні попередні перегляди гри показали режим «Утопія», режим будівництва пісочниці, оскільки студія очікувала, що він стане найбільш затребуваною функцією спільноти. Анонсувалося, що гра вийде для Windows PC, PlayStation 5 та Xbox Series X і Series S на початку 2024 року.
18 березня 2024 року, команда «11 bit studios» повідомили про випуск пре-релізної версії гри для власників Deluxe версії, в яку входить можливість інсталювати та запустити гру в режимі пісочниця до дати виходу основного релізу. Пізніше того ж року, 27 червня, розробники гри оголосили, що дату запуску перенесено на 20 вересня 2024 року, враховуючи відгуки раннього доступу, які призвели до нових доповнень до ігрової механіки.

## Оцінки й відгуки
| Агрегатор  | Оцінка      |
| ---------- | ----------- |
| Metacritic | (PC) 86/100 |
| OpenCritic | 97%         |

| Видання        | Оцінка |
| -------------- | ------ |
| Digital Trends | [ 15 ] |
| GameSpot       | 8/10   |
| GamesRadar+    | [ 17 ] |
| Hardcore Gamer | 4.5/5  |
| IGN            | 8/10   |
| PC Gamer (США) | 85/100 |
| PCGamesN       | 8/10   |
| Shacknews      | 9/10   |
| TechRadar      | [ 23 ] |

Після попередніх завантажень та релізу гра отримала «загалом позитивні» відгуки на вебсайті Metacritic з рейтингом 86/100, та 97 % схвальних реакцій на сервісі OpenCritic.
Курт Індовіна на GameSpot описав, що Frostpunk 2 не замінює першу гру, а пропонує суттєво інший виклик, що дозволяє обом іграм існувати в окремих секторах жанру. Існують десятки й десятки законів, розподілених за чотирма категоріями — виживання, місто, суспільство та правління — з трьома підкатегоріями та декількома пропозиціями в кожній, що дозволяє по-різному проходити гру декілька разів. Особисті історії жителів міста тут розкриваються через побічні завдання та вписуються в загальний сюжет. Гра при цьому спонукає враховувати позицію різних фракцій і її важко пройти, ставши на бік лише однієї ідеології. Кожне рішення щось змінює та відкриває нові можливості для цивілізації, що висить на волосині.
Джаррет Ґрін на GamesRadar+ зробив висновок, що в Frostpunk 2 населення міста вже не перебуває в такій загрозі від природних лих, але гра більш напружена в керуванні настроями населення. Майже кожне рішення сподобається одній фракцій та розгніває іншу, що спричинить заворушення та ймовірний саботаж майбутніх проєктів. Це додає стратегічної глибини, тоді як засновування додаткових поселень за межами Нью-Лондона втомливе та не справляє відчуття прогресу. Критик зазначив, що в Frostpunk 2 не завжди зрозуміло, як виконувати деякі деталі — у підказках є деякі сліпі плями.
Ден Стайплтон на IGN писав, що Frostpunk 2 — не повторення першої гри, а переосмислення. Вона оперує більшими масштабами, тому деякі важкі рішення тут є просто статистикою в таблиці. Гра дозволяє вивчати будь-які технології, проте реальний ефект від них залежить від рішень Ради, і для прогресу часто потрібно вдаватися до жорстких і авторитарних методів. Карта міста доволі одноманітна на початку, але стає різноманітнішою завдяки спеціалізованим районам і автоматично прокладеним лініям живлення. Завдяки ґрунтовному переосмисленню механізму будівництва міста Frostpunk 2 є менш інтимною, але більш складною у соціальному та політичному плані, ніж оригінал.